# 铺背窑址
铺背窑址，位于中国广东省韶关市南雄市城郊铺背村，现为南雄市文物保护单位，类型为古遗址，公布时间为2006年6月12日。
铺背窑址的历史年代为宋代。